# ماصة بسترة

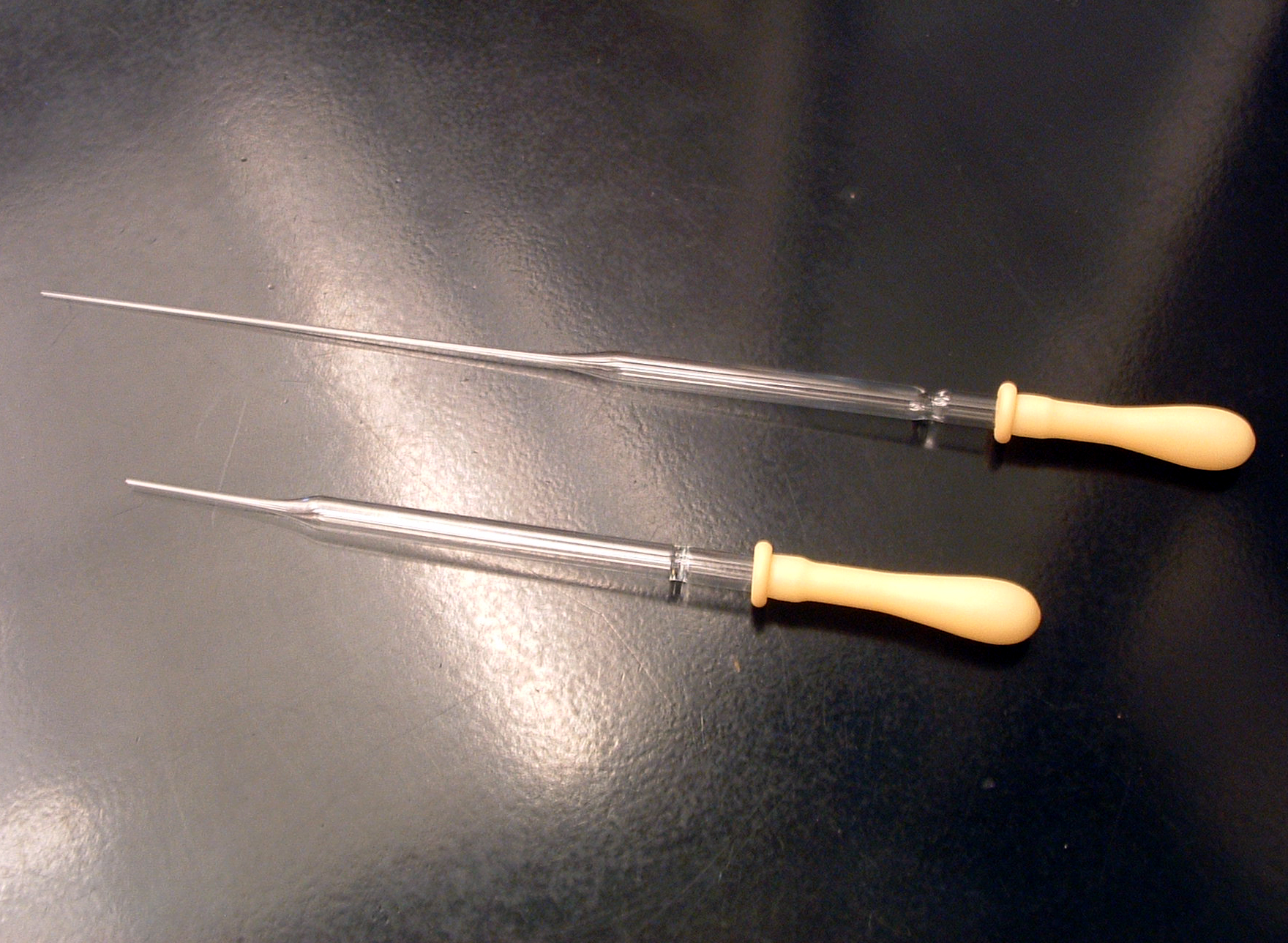
ماصة بسترة مصنوعة من الزجاج.

ماصة البسترة أو ماصة النقل أو القطارة هي إحدى الأدوات المخبرية التي تستخدم لقياس ونقل حجم سائل ما. ماصة البسترة هي إحدى أنواع الماصات عادة هذه الأداة تصنع من اللدائن أو الزجاج وتقوم هذه الأداة بامتصاص كمية صغيرة من السائل المراد نقله أو قياسه مقارنة بأنواع أخرى من الماصات.

## معرض صور

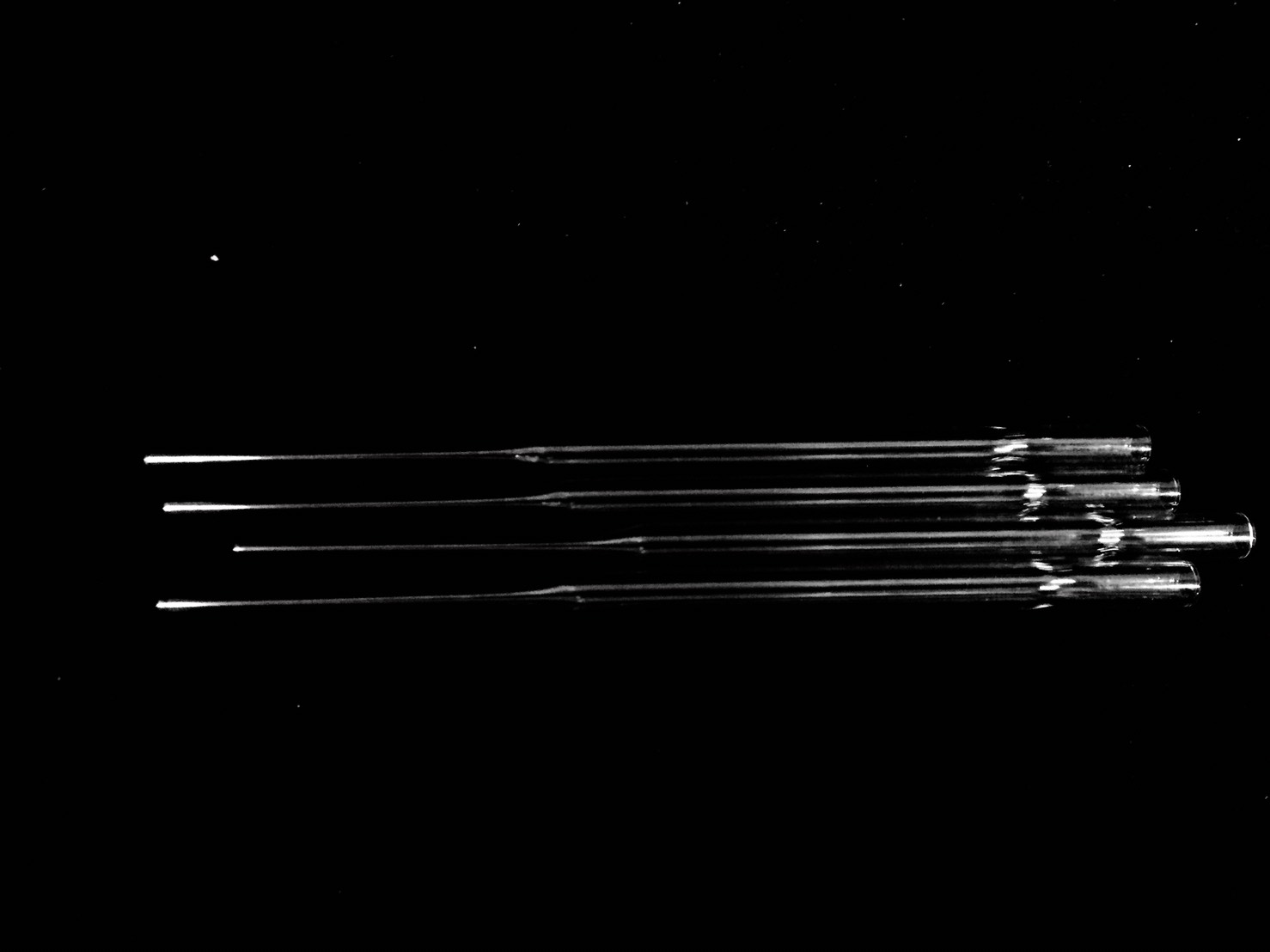
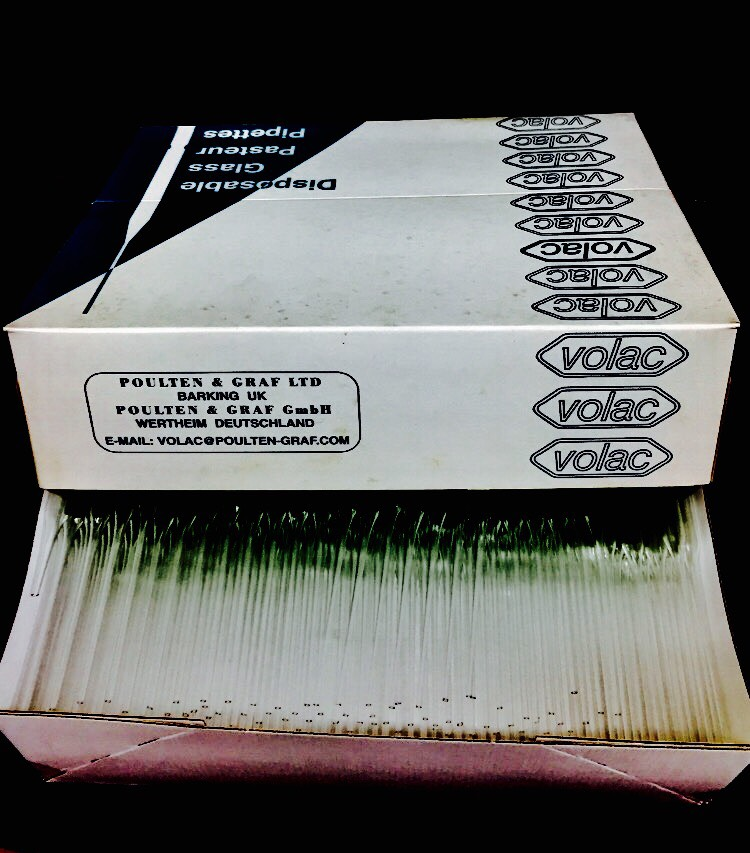
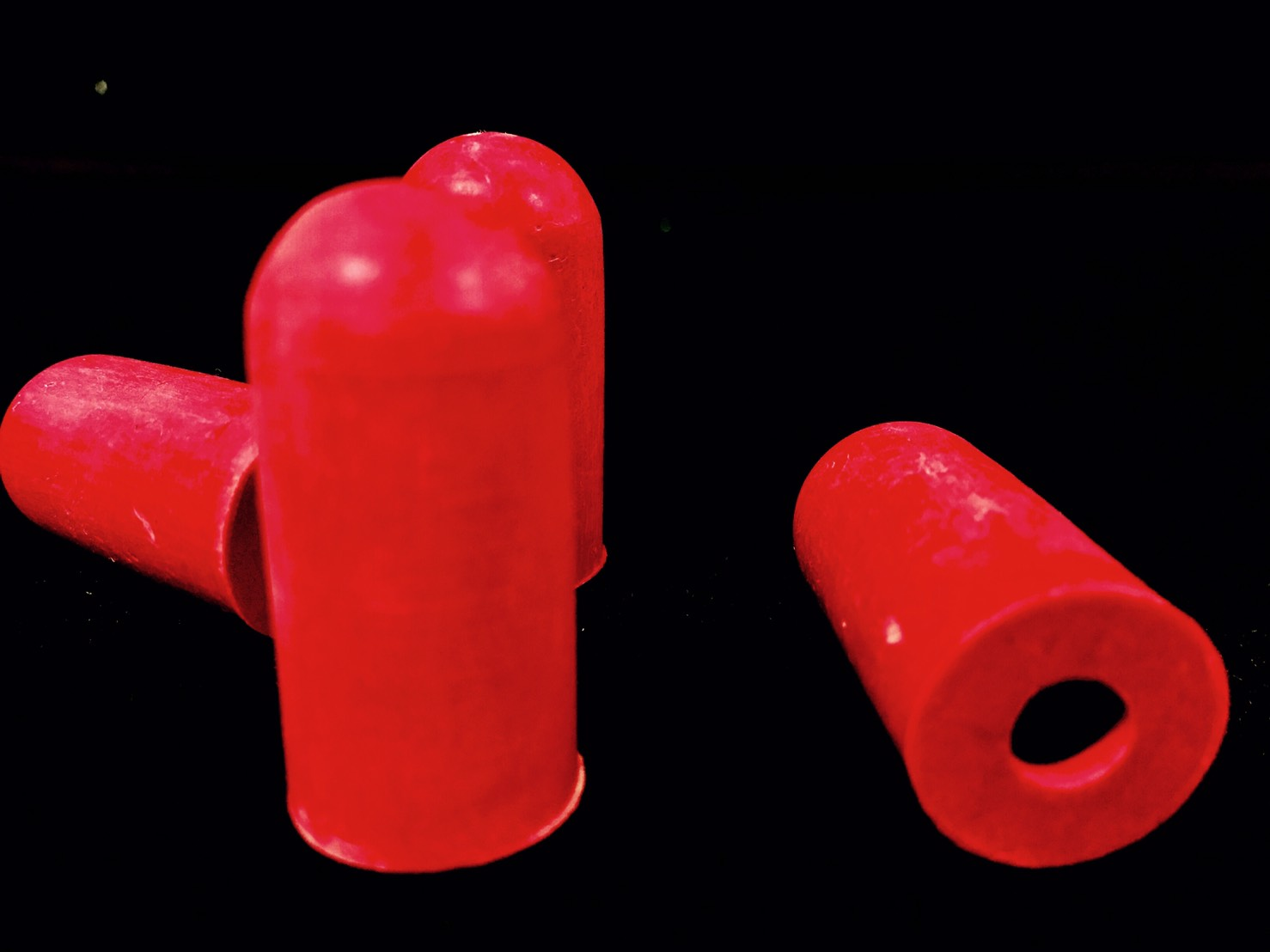
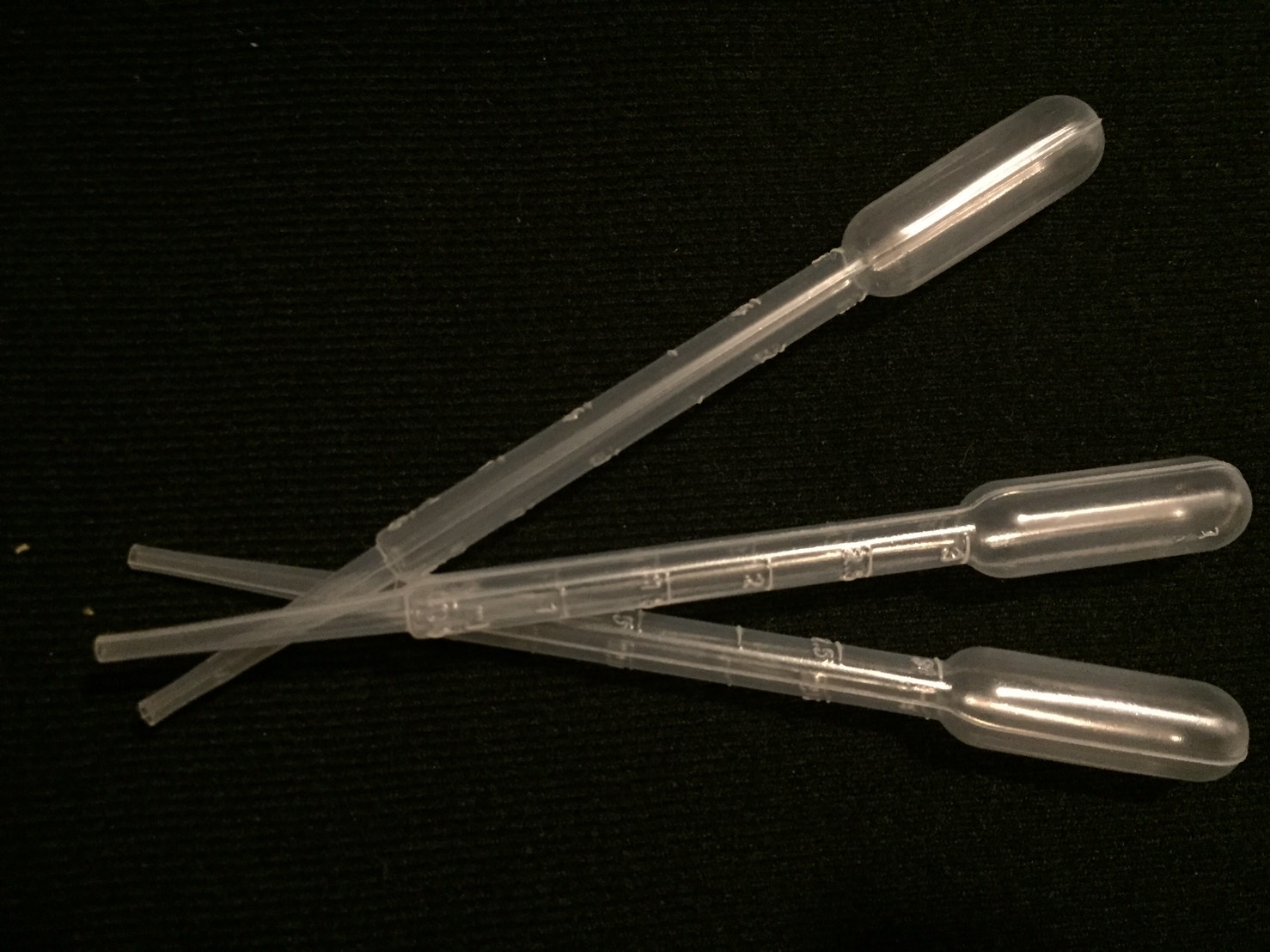